# Langstraat Media
Langstraat Media is de lokale omroep voor de gemeenten Loon op Zand, Waalwijk, Heusden en Dongen. De omroep is voortgekomen uit de lokale omroep voor Waalwijk, Maasstad Media. Deze omroep is sinds september 1993 actief. Na het verkrijgen van de zendmachtiging voor de gemeente Loon op Zand besloot de omroep de naam te wijzigen in RTV Midden Brabant. Omdat de omroep een centrale ligging in het historisch verbonden gebied De Langstraat heeft, is in 2015 besloten om de naam te wijzigen in Langstraat Media. In 2018 werd de uitzendvergunning voor Dongen verkregen. In 2024 is de uitzendvergunning voor Heusden toegekend, waardoor de oorspronkelijke omroep HTR media is opgehouden te bestaan.
De omroep heeft twee radiozenders en één tv-zender:
- Langstraat FM, te ontvangen via de etherfrequentie 106,80 MHz en via de kabel op 87,50 MHz of via digitaal kanaal 917.
- Langstraat NL, te ontvangen via de etherfrequentie 107,20 MHz en als achtergrondradio bij Langstraat TV.
- Langstraat TV, te ontvangen via Ziggo kanaal 42, KPN kanaal 1342 en Telfort kanaal 2065.

## Geschiedenis
In 1985 ontstaat uit een aantal radiostations de omroep Maasstad Radio, met als doel een lokale omroep te worden. Deze omroep heeft een professionele uitstraling en wordt in korte tijd behoorlijk populair. Na een reeks invallen door de Radio Controle Dienst (tegenwoordig Agentschap Telecom) worden de uitzendingen minder populair. In 1989 besluit men de 'Maasstad Omroep Stichting' op te richten met als concreet doel het verkrijgen van een zendmachtiging. De eerste aanvraag strandt echter door onervarenheid. Ook is nog een tweede partij (Wolkman) actief met dezelfde plannen. Deze partijen besluiten samen te werken, en de aanvraag wordt gehonoreerd.

### 1993-2006
Gedurende de zomer van 1992 start men met de voorbereidingen voor een radiozender. In de zomer van 1993 starten de testuitzendingen. In november 1993 starten de eerste officiële programma’s, geopend door de toenmalige burgemeester van Waalwijk. De omroep groeit in zijn rol als lokaal nieuwsmedium. Naast radio-uitzendingen start de omroep met een kabelkrant en televisie-uitzendingen. Ook is de omroep een van de eerste lokale omroepen met een eigen website.

### 2006-2015
In 2006 besluit de omroep ook een aanvraag te doen voor de zendmachtiging voor de gemeente Loon op Zand. De vergunning wordt toegewezen aan de Maasstad Omroep Stichting. Er is nogal wat negatieve publiciteit rond de aanvraag. De stichting LTV3 tekent bezwaar aan. Alle beroepenschriften worden echter afgewezen. LTV3 gaat verder als internetradio maar bestaat inmiddels niet meer.
De omroep verandert op 11 mei 2006 de naam in RTV Midden Brabant.

### 2015-2018
Op 1 juni 2015 krijgt RTV Midden-Brabant een totale make-over. Haar naam verandert in Langstraat Media met de radiozender LangstraatFM en tv-zender Langstraat TV. Ook wordt per die datum een nieuw radiostation gestart, Langstraat NL, met een geheel andere muziekkeus (Nederlandstalig) om zo een andere grote doelgroep in het verzorgingsgebied te bereiken. Tevens wordt de website vernieuwd en worden er social media kanalen geopend.

### 2018-2020
Op 1 juli 2018 krijgt Langstraat Media uitzendvergunning voor de gemeente Dongen. Tevens doet men een aanvraag in de gemeente Heusden om zo tot een volwaardige streekomroep voor de gehele streek Langstraat te komen. De omroep is in januari 2019 naar een groter en moderner pand verhuisd.

### 2020-heden
Inmiddels draait de omroep niet meer op louter vrijwilligers. Enkele vaste krachten vormen samen een nieuwsredactie die de radiozenders, het tv-kanaal, de website en de sociale kanalen voorzien van het laatste regionale nieuws. In de aanloop naar de gemeenteraadsverkiezingen worden wekelijks politieke live tv-programma's en radioprogramma's gemaakt waar partijvertegenwoordigers uit de 5 Langstraat-gemeenten aan het woord. 
In 2024 is Heusden als gemeente aangesloten bij Langstraat Media, waardoor de oorspronkelijke omroep HTR is opgegaan in Langstraat Media.

## Activiteiten
Tijdens carnaval zendt de omroep uitsluitend carnavalsmuziek uit. Beide radiozenders zenden dan onder de naam Carnaval FM uit. Langstraat TV heet dan tijdelijk Carnaval TV.
De omroep is officiële huisomroep van "De 80 van de Langstraat", een groot wandelevenement in de regio. Tijdens dit evenement in de tweede week van september wordt er rechtstreeks verslag gedaan via radio, televisie, internet en social media.